# 布萊恩·傑克斯
詹姆士·布萊恩·傑克斯（英語：James Brian Jacques，/ˈdʒeɪks/，發音同「Jakes」；1939年6月15日—2011年2月5日）是一名英國作家，其知名作品包括《紅牆》和《飛翔荷蘭人的漂流》兩系列小說。此外，傑克斯也曾創作《七則詭怪靈異的故事》等兩部短篇故事集。